# 이길종
이길종(李吉鍾, 1959년 5월 19일, 경상남도 거제시 ~ )은 대한민국의 정치인이다. 제9대 경상남도의원이었다.

## 학력
- 거제국민학교 졸업
- 거제제일중학교 졸업
- 거제수산고등학교 졸업

## 경력
- 대우조선 21년 근무
- 대우조선노동조합 제1·2대 산업안전실장
- 대우조선노동조합 제6·7·8·9·10·11대 대의원
- 대우조선노동조합 제4·5·6대 위원장 출마
- 신현읍 하수종말처리장 결사반대대책위원회 위원장
- 거제시민신문 대표·발행인
- 민주노동당 경남도당 거제시 지역위원회 직무대행 위원장
- 민주노동당 경남도당 부위원장
- 민주노동당 중앙위원
- 민주노동당 중앙대의원
- ㈜C&그룹 신우조선공업 근무
- 거제시 중소상인살리기 대책본부 본부장
- 거제시 경제정의실천시민연합 집행위원
- 2011.04 ~ 2014.06 제9대 경상남도의회 의원
- 2011.04 ~ 2012.07 제9대 경상남도의회 전반기 건설소방위원회 위원
- 통합진보당 경남도당 거제시 위원회 위원장
- 2012.07 ~ 2014.06 제9대 경상남도의회 후반기 건설소방위원회 위원
- 2012.07 ~ 2014.06 제9대 경상남도의회 후반기 예산결산특별위원회 위원
- 민중당 경남도당 거제시 상임지도위원회 위원
- 2020.02.12 민중당 탈당

## 역대 선거 결과
|  | 10.04% |

|  | 27.56% |

|  | 16.90% |

|  | 7.30% |

|  | 9.97% |